# 奧克皮拉克河
奧克皮拉克河（英語：Okpilak River，因紐皮雅特語：Uqpiiḷaq）位於美國阿拉斯加州，河流長度達70英里。奧克皮拉克河發源於布魯克斯山脈，流經阿拉斯加州北坡自治市鎮及阿雷島並最終流入北冰洋。河流流經的沿岸蘊含著鈾和鉬礦床並和呼拉胡拉河流經同一個三角洲。河流名稱則是由因紐皮雅特語中“沒有柳樹”一詞的發音音譯而來。